# Brentwood (série télévisée)
Pour les articles homonymes, voir Brentwood.
Brentwood (Pacific Palisades) est une série télévisée américaine en treize épisodes de 46 minutes, créée par Diane Messina et Jim Stanley, produite par Aaron Spelling et diffusée entre le 9 avril et le 30 juillet 1997 sur le réseau FOX.
En France, elle a été diffusée à partir du 25 octobre 1997 sur TF1. Elle reste inédite dans les autres pays francophones.

## Synopsis
Les histoires de jeunes Californiens favorisés par la vie, qui croisent le pouvoir, l'argent, la gloire mais aussi la ruine et le scandale.

## Distribution

### Acteurs principaux
- Natalia Cigliuti (VF : Laurence Sacquet) : Rachel Whittaker
- Kimberley Davies (en) (VF : Monika Lawinska) : Laura Sinclair
- J. Trevor Edmond (VF : Thierry Bourdon) : Michael Kerris
- Jarrod Emick (en) (VF : Franck Capillery) : Nicholas Hadley
- Greg Evigan (VF : Jean-Pierre Falloux) : Robert Russo
- Finola Hughes (VF : Anne Rondeleux) : Kate Russo
- Brittney Powell (VF : Béatrice Bruno) : Beth Hooper
- Jocelyn Seagrave (en) (VF : Véronique Picciotto) : Jessica Mitchell
- Michelle Stafford (VF : Marine Jolivet) : Joanna Hadley
- Lucky Vanous (en) (VF : Bernard Lanneau) : Matt Dunning
- Joel Wyner (en) puis Dylan Neal (VF : Laurent Morteau) : Cory Robbins
- Joan Collins (VF : Michelle Bardollet) : Christina Hobson (7 épisodes)

### Acteurs récurrents
- Jennifer Banko (pl) (VF : Aurélia Bruno) : Ashley MacInally
- Paul Satterfield (en) (VF : Daniel Beretta) : John Graham

 Source et légende : version française (VF) sur RS Doublage

## Épisodes
1. Bienvenue à Pacific Palisades (Welcome to the Neighborhood)
2. Le Pari (The Bet)
3. L'Autre Femme (The Other Woman)
4. Cette chère maman (All Hell Breaks Loose)
5. Mères et filles (Mothers & Other Strangers)
6. La Fugue (Runaway)
7. Danger, passé et présent (Past & Present Danger)
8. Mesures expéditives (Deperate Measures)
9. Plans de séduction (Best Laid Plans)
10. La Visite surprise (Private Showing)
11. L'Amour maternelle (Motherly Love)
12. Douce vengeance (Sweet Revenge)
13. Fins heureuses (End Game)